# Modulo di comando e servizio Apollo
Il modulo di comando e servizio Apollo (Apollo Command and Service Module, o CSM) era uno dei due componenti principali della navicella statunitense Apollo, usata per il programma Apollo che permise agli astronauti di mettere piede sulla Luna tra il 1969 e il 1972. Il CSM funzionava come una navicella madre, in grado di trasportare un equipaggio composto da tre astronauti e il Modulo Lunare Apollo verso l'orbita lunare per poi riportare gli astronauti sulla Terra.
La navetta era composta da due parti, il "modulo di comando" di forma conica, che ospitava l'equipaggio e gli strumenti richiesti per il rientro atmosferico e l'ammaraggio, e il "modulo di servizio", che forniva la propulsione, l'energia elettrica, e ospitava tutto ciò che veniva consumato durante la missione. Una connessione trasferiva l'energia e gli elementi di consumo tra i due moduli. Il modulo di servizio veniva sganciato e fatto bruciare nell'atmosfera prima del rientro del modulo di comando, che avrebbe riportato gli astronauti a casa.
Diciannove CSM sono stati lanciati nello spazio, nove di questi portarono gli astronauti in orbita intorno alla Luna tra il 1968 e il 1972, mentre altri due eseguirono voli di prova con equipaggio in orbita terrestre bassa, tutti come parte del programma Apollo. Prima di questi, altri quattro CSM volarono come veicoli di test senza equipaggio, di cui due furono voli suborbitali e altri due orbitali. Dopo la conclusione del programma Apollo e durante il periodo 1973-1974, tre CSM trasportarono gli astronauti nella stazione spaziale orbitale Skylab. Infine, nel 1975, l'ultimo CSM si agganciò alla navetta sovietica Sojuz 19 come parte del programma test Apollo-Sojuz.

## Sviluppo
Quando il 28 novembre 1961 la NASA assegnò il primo contratto alla North American Aviation, ancora si riteneva che l'allunaggio sarebbe stato ottenuto mediante l'ascesa diretta sulla Luna piuttosto che successivamente all'inserimento in orbita lunare. Pertanto, il progetto preliminare era privo di un sistema atto ad agganciare il modulo di comando a un modulo di escursione lunare. La scelta di passare ad un profilo di missione che comportava il rendezvous in orbita lunare, oltre a ai diversi ostacoli tecnici incontrati in alcuni sottosistemi (come il controllo ambientale), rese presto chiaro che sarebbe stata necessaria una riprogettazione sostanziale del Modulo di Comando. Così, nel 1963, la NASA decise che il modo più efficiente per mantenere il programma in linea con i tempi previsti fosse quello di procedere con lo sviluppo in due versioni:
- Block I avrebbe continuato il progetto preliminare e sarebbe stato utilizzato solo per i primi voli di prova in orbita terrestre bassa.
- Block II sarebbe stata la versione con capacità lunare, comprensiva di un portello di aggancio e con soluzioni che ne avrebbero ridotto il peso e conseguenti alle esperienze apprese con il block I. La progettazione dettagliata della capacità di attracco dipendeva dalla progettazione del modulo lunare, la cui progettazione era stata affidata alla Grumman Aircraft Engineering.

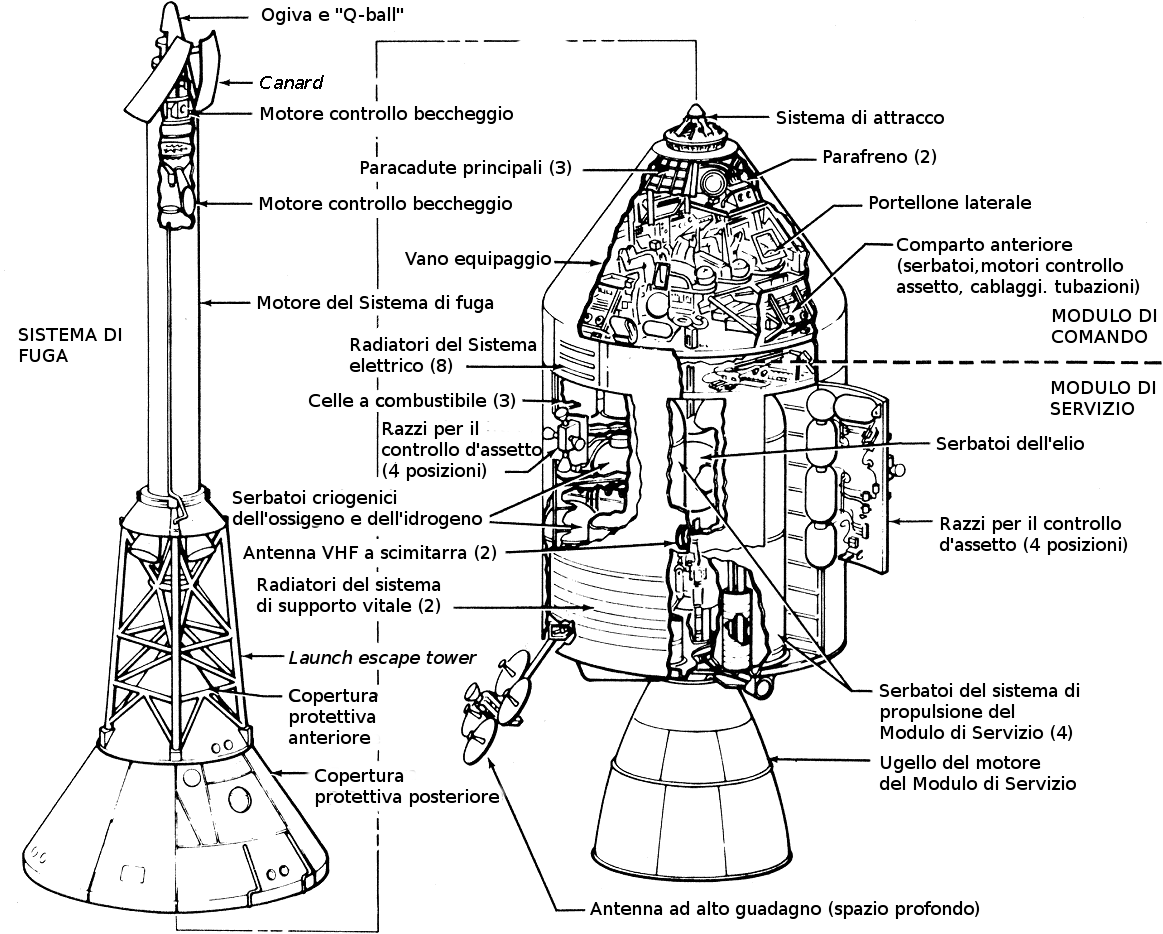
Diagramma che mostra la struttura del Modulo di Comando e Servizio Apollo

Nel gennaio del 1964, la North American Aviation iniziò a presentare i dettagli della progettazione di Block II alla NASA. I veicoli spaziali Block I vennero utilizzati per tutti i voli di prova senza equipaggio del Saturn IB e Saturn V. Inizialmente vennero programmati due voli con equipaggio, per poi essere ridotti a uno alla fine del 1966. Questa missione, designata AS-204 ma denominata poi Apollo 1, era prevista per essere lanciata il 21 febbraio 1967, tuttavia, durante una prova generale per il lancio il 27 gennaio, tutti e tre gli astronauti (Gus Grissom, Ed White e Roger Chaffee) rimasero uccisi in un incendio sviluppatosi in cabina che rivelò gravi problemi di progettazione, costruzione e manutenzione nel Block I, molti dei quali erano stati riportati anche nei moduli di comando del Block II, al momento in costruzione.
Dopo un'indagine approfondita da parte dell'Apollo 204 Review Board, si decise di chiudere la fase Block I con equipaggio e ridefinire il Block II per incorporare le raccomandazioni presentate. Il Block II comprendeva un design dello scudo termico rivisto, che venne testato sui voli Apollo 4 e Apollo 6. Il primo veicolo spaziale Block II volò nella prima missione con equipaggio nella missione Apollo 7.
I due modelli, I e II, erano essenzialmente simili nelle dimensioni generali, ma diversi miglioramenti del design portarono alla riduzione del peso nel Block II. Inoltre, i serbatoi del propellente del modulo di servizio del Block I erano leggermente più grandi di quelli del Block II. L'astronave Apollo 1 pesava circa 20.000 kg, mentre il Blocco II Apollo 7 pesava 16.500 kg, un peso che verrà comunque superato nelle missioni lunari poiché era necessario trasportare maggiori quantità di propellente e l'antenna ad alto guadagno. Nelle specifiche riportate di seguito, a meno che diversamente specificato, tutti i pesi dati sono per il veicolo spaziale del Blocco II.
Il costo totale per lo sviluppo del CSM e delle unità prodotte è stato di 36,9 miliardi di dollari rapportati al 2016, regolato da un totale nominale di $ 3,7 miliardi.

## Modulo di comando

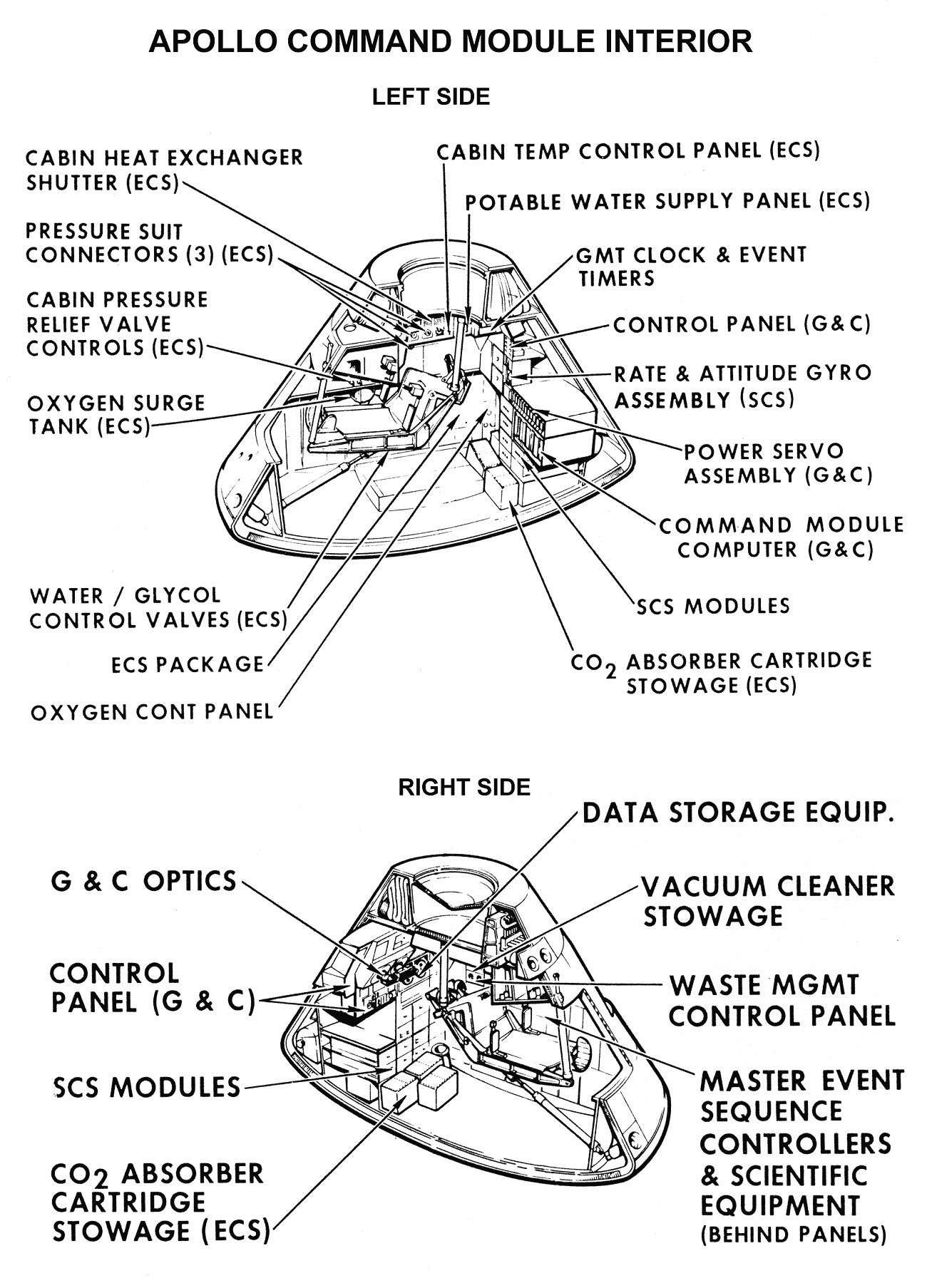
Cabina del modulo di comando

Il modulo di comando era un cono tronco di 3,2 metri di altezza e 3,9 metri di diametro alla base. Il compartimento anteriore conteneva due propulsori di assetto, il tunnel di aggancio e i componenti necessari al rientro. Il compartimento pressurizzato interno ospitava i sedili dell'equipaggio, contenitori per l'equipaggiamento, controlli e display e molti sistemi della navetta. L'ultima sezione, il compartimento posteriore, conteneva 10 propulsori di assetto e i relativi serbatoi di propellente, serbatoi di acqua e i cavi di collegamento del CSM.

### Costruzione
Il modulo di comando consisteva in due strutture di base unite insieme: la struttura interna (involucro pressurizzato) e la struttura esterna.
La sezione interna era costituita da una struttura a sandwich di alluminio che consisteva in uno strato interno in alluminio saldato, un'anima in alluminio a nido d'ape e una legatura esterna. Lo spessore del nido d'ape variava da circa 3,8 centimetri alla base a circa 0,64 centimetri nel tunnel di accesso anteriore. Questa struttura interna rappresentava il compartimento pressurizzato destinato ad ospitare l'equipaggio.
La struttura esterna era realizzata in acciaio alveolare saldato tra lamiere frontali in lega di acciaio. Lo spessore variava da 1,27 centimetri a 6,35 centimetri. Parte dell'area tra il guscio interno ed esterno veniva riempito con uno strato di isolante in fibra di vetro,  come protezione termica aggiuntiva.

#### Protezione termica

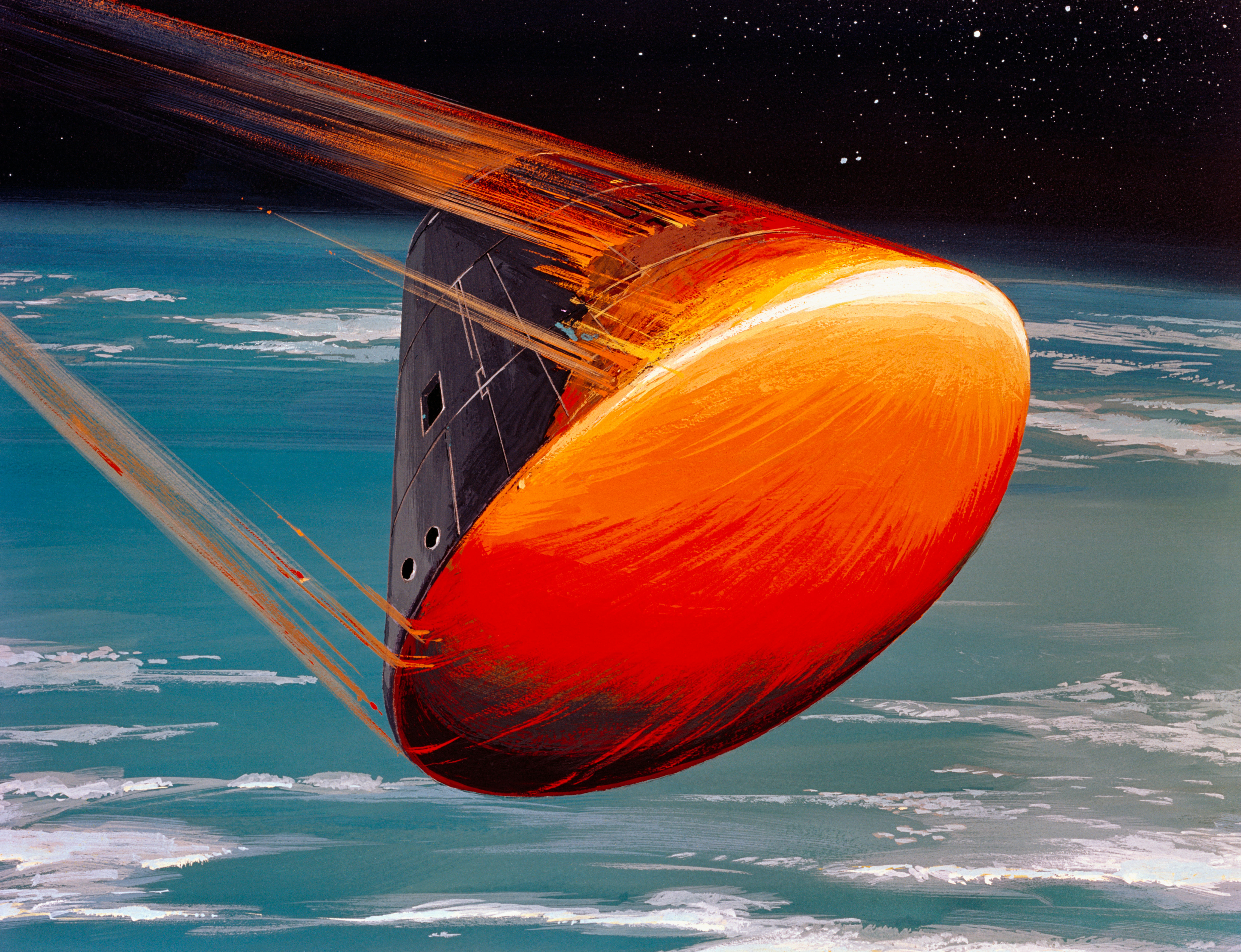
Raffigurazione artistica del modulo di comando Apollo durante un rientro atmosferico

Uno scudo termico ablativo posto all'esterno del Modulo di Comando proteggeva la capsula dall'intenso calore che veniva a formarsi durante il rientro atmosferico, sufficiente a fondere la maggior parte dei metalli. Questo scudo termico era composto da resina fenolica formaldeidica (AVOCOAT). Durante il rientro, questo materiale si carbonizzava e si scioglieva, assorbendo e portando via il calore. Lo scudo termico era formato da diversi rivestimenti esterni: una guarnizione a pori, una barriera antiumidità (un rivestimento riflettente bianco) e un rivestimento termico in Mylar argento che assomigliava a un foglio di alluminio.
Lo spessore dello scudo termico variava da 5,1 cm nella porzione di poppa (la base della capsula, che era rivolta in avanti durante il rientro) a 1,3 cm nel compartimento dell'equipaggio e nelle parti anteriori. Il peso totale dello scudo era di circa 1.400 kg.

#### Compartimento anteriore
Il compartimento anteriore era l'area al di fuori del guscio pressurizzato interna nel naso della capsula, situato attorno al tunnel di attracco e coperto dallo scudo termico. Questo era diviso in quattro segmenti posti a 90 gradi che contenevano l'apparecchiatura di atterraggio sulla terra (tutti i paracadute, le antenne per il recupero, la luce del faro e l'imbracatura di recupero del mare), due motori di assetto e il meccanismo di rilascio dello scudo termico anteriore.
Durante il rientro, a 7.600 metri sul livello del mare, lo scudo termico anteriore veniva espulso al fine di esporre l'equipaggiamento di ammaraggio e consentire lo spiegamento dei paracaduti.

#### Compartimento di poppa
Lo scompartimento di poppa era situato attorno alla parte più ampia del Modulo di Comando, appena in avanti (sopra) dello scudo termico di poppa. Il compartimento era diviso in 24 campate contenenti 10 motori di controllo di assetto; il serbatoio del combustibile, dell'ossidante e dell'elio per il sottosistema di controllo di assetto; da serbatoi d'acqua; dalle nervature del sistema di attenuazione dell'impatto; e da diversi altri strumenti. In questo vano si trovava anche il punto in cui vi era l'unione tra il cablaggio e l'impianto idraulico del Modulo di Comando e di quello di Servizio. I pannelli dello scudo termico che coprivano lo scompartimento di poppa erano rimovibili per la manutenzione dell'attrezzatura prima del volo.

### Sistema di rientro a Terra

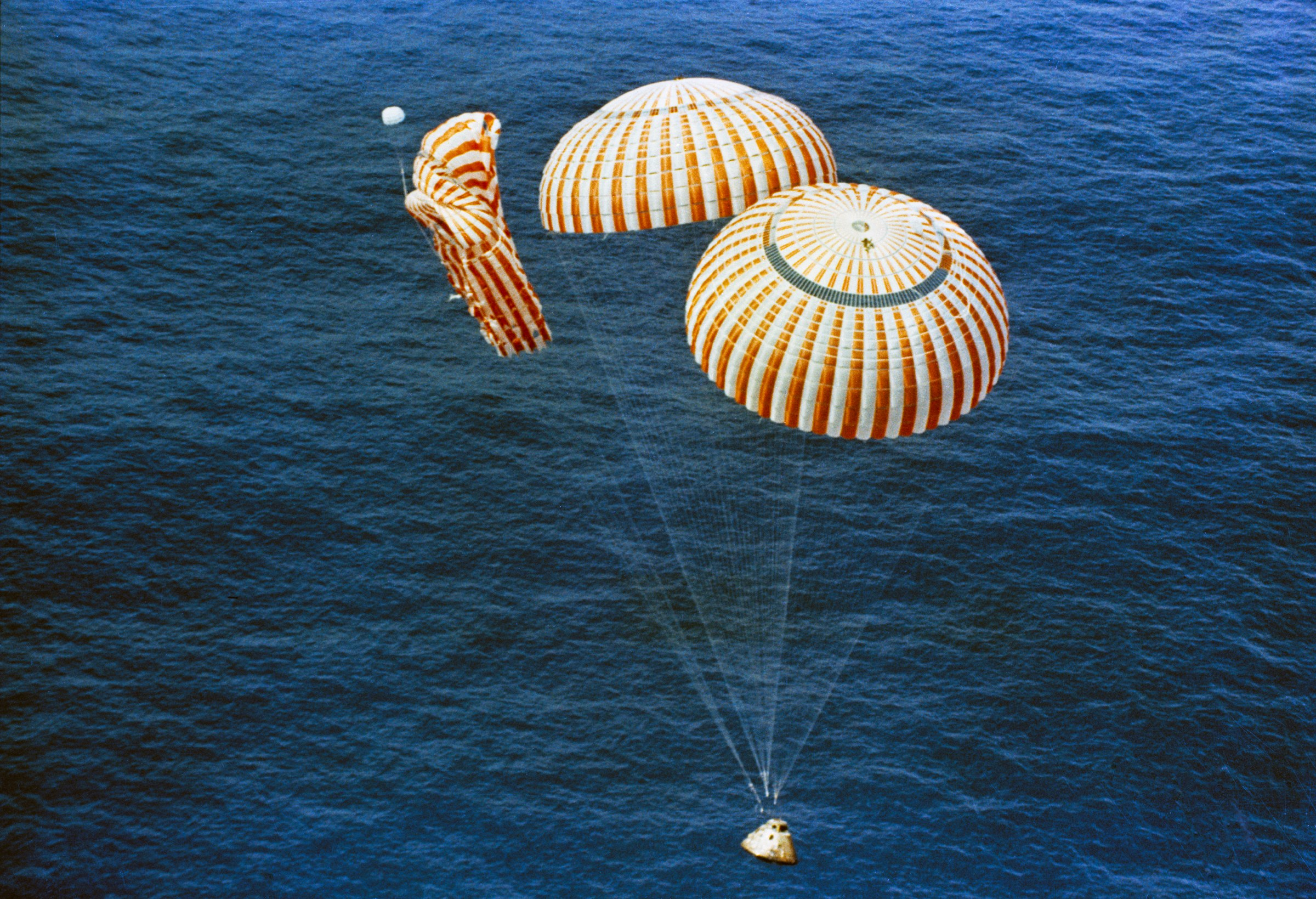
Apollo 15 nelle fasi dell'ammaraggio. Si noti che solo due paracadute su tre sono dispiegati, un numero comunque sufficiente per un rientro sicuro

I componenti relativi al sistema di rientro a Terra (conosciuti come ELS: Earth Landing System) erano alloggiati intorno al tunnel di attracco anteriore. Tale compartimento era separato dal centro per mezzo di una paratia e era diviso in quattro alloggiamenti posti a 90 gradi. Il sistema consisteva in due parafreni con un mortaio che serviva a dispiegarli sparandoli, tre paracadute principali, tre paracadute pilota per tirare i principali, tre sacche di gonfiaggio per raddrizzare la capsula se necessario dopo che era ammarata, un cavo di recupero, un marcatore colorante e un anello galleggiante.
Il centro di massa del Modulo di Comando era stato spostato a circa 30 centimetri dal centro di pressione (lungo l'asse di simmetria), in modo che vi fosse un momento di rotazione durante il rientro, inclinando la capsula e fornendo una discreta portanza (l'efficienza aerodinamica era di circa 0,368). La capsula veniva quindi guidata facendola ruotare usando i propulsori di assetto. Questo sistema riduceva notevolmente la forza g sperimentata dagli astronauti, permettendo una ragionevole quantità di controllo direzionale e quindi consentendo di raggiungere il punto di ammaraggio previsto con un errore di pochi chilometri.
A 7,3 km dalla superficie dell'oceano, lo scudo termico anteriore veniva espulso grazie a quattro molle di compressione a gas pressurizzato. Venivano quindi dispiegati i parafreni che contribuivano a rallentare il veicolo spaziale a 201 chilometri all'ora. A 3.3 km i parafreni venivano espulsi e rilasciati i paracadute pilota in grado di estrarre quelli principali. Questi rallentavano il Modul di Comando a 35 chilometri all'ora, la velocità a cui avveniva il successivo ammaraggio. La porzione della capsula che per prima entrava in contatto con l'acqua conteneva quattro nervature che riducevano ulteriormente la forza dell'impatto. Il Modulo di Comando era progettato per effettuare, senza alcun problema, un ammaraggio oceanico con solo due paracaduti dispiegati (come avvenne ad Apollo 15), il terzo paracadute era una precauzione di sicurezza.

### Sistema di controllo d'assetto
Il sistema di controllo dell'assetto (reaction control system o RCS) del Modulo di Comando consisteva di dodici razzi dalla spinta di 410 N; dieci erano situati nel vano di poppa e due in quello anteriore. Quattro serbatoi immagazzinavano 120 chilogrammi di monometilidrazina e l'ossidante tetrossido di diazoto. Questi venivano pressurizzati da 0,50 kg di elio conservati ad una pressione di 28,6 MPa in due serbatoi.

### Portelli

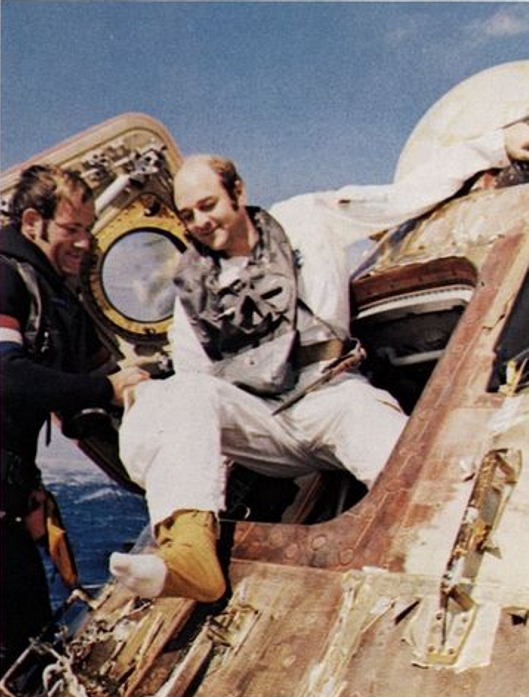
L'astronauta Ronald Evans esce dal portellone alla fine della missione Apollo 17

Il portellone anteriore, attraverso il quale gli astronauti potevano raggiungere il modulo lunare, era posizionato nella parte superiore del tunnel di attracco. Aveva un diametro di 76 centimetri e pesava 36 chili. Era costituito da due anelli lavorati che poi venivano uniti a un pannello a nido d'ape. Il lato esterno era coperto da un isolante da 13 mm e da uno strato di alluminio. Il bloccaggio avveniva in sei punti e veniva attuato tramite una maniglia che azionava una pompa. Al centro del portello vi era una valvola che veniva utilizzata per equalizzare la pressione tra il tunnel e il modulo di comando in modo da poterlo aprire con facilità.
Il portello di accesso alla navetta misurava 74 centimetri di altezza e 86 centimetri di larghezza, con un peso di 102 kg. Veniva azionato per mezzo di una maniglia che attivava una pompa che, a sua volta, azionava un meccanismo a cricchetto che apriva o chiudeva contemporaneamente quindici chiavistelli.

### Sistema di aggancio

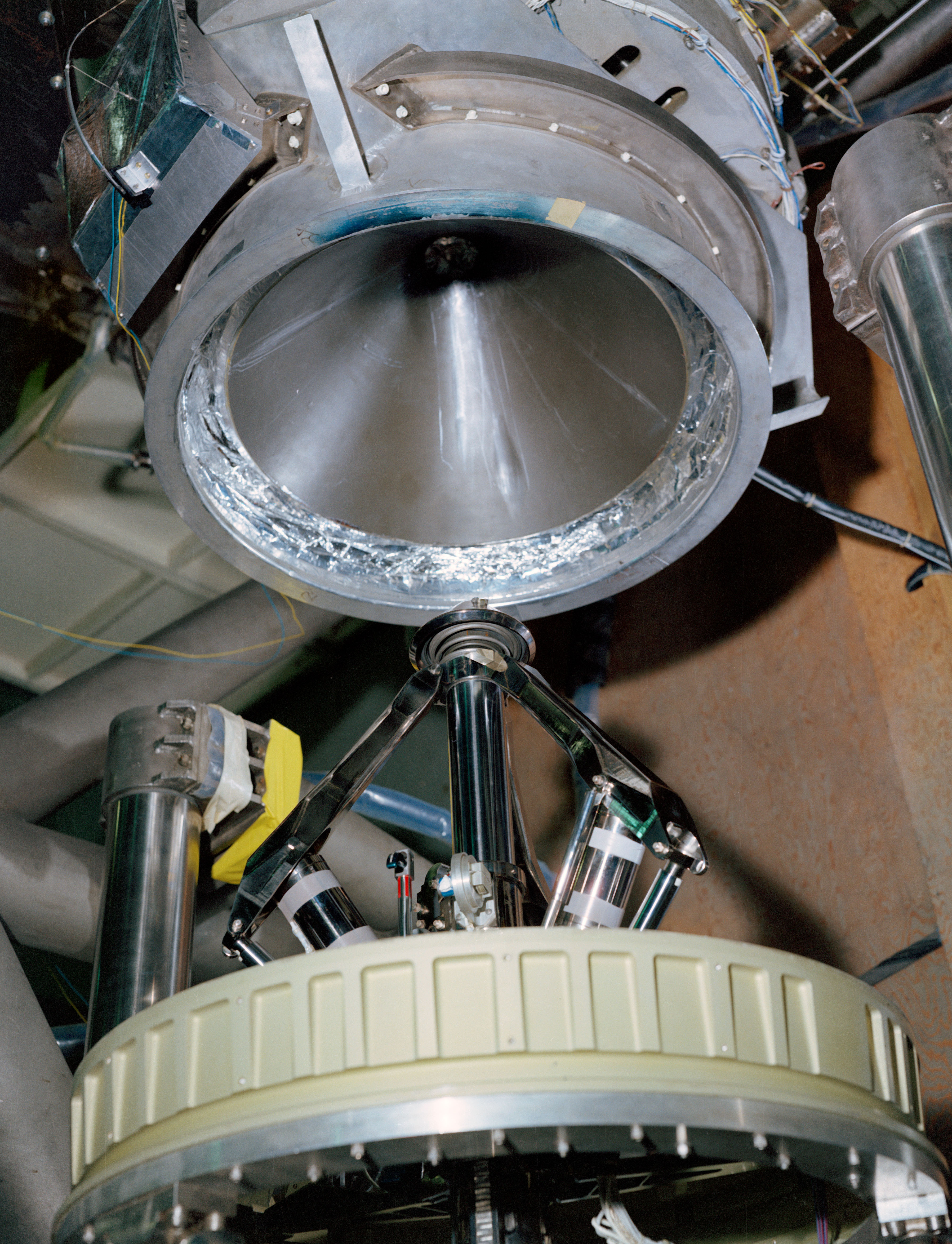
Sistema di aggancio Apollo (sotto quello del Modulo di Comando, sopra quello del LEM)

Il profilo delle missioni Apollo richiedevano che il modulo lunare si agganciasse con il CSM, sia al ritorno del primo dall'escursione lunare sia nella manovra di estrazione dal terzo stadio del razzo Saturn V che avveniva nelle fasi iniziali del volo. Il meccanismo di aggancio era un sistema "non androgino", costituito da una sonda posizionata nella parte anteriore del Modulo di Comando che si collegava ad un cono troncato situato sul modulo lunare (LEM). La sonda veniva estesa come un martinetto a forbice per catturare il LEM dopo il contatto iniziale, noto come "aggancio soffice". Quindi, la sonda veniva ritirata per tirare insieme i veicoli e stabilire una connessione stabile, nota come "aggancio solido". Il meccanismo presentava diverse specifiche richieste dalla NASA come: consentire ai due veicoli di connettersi e attenuare i movimenti in eccesso e l'energia causati dall'attracco, allineare e centrare i due veicoli, fornire una connessione strutturalmente rigida tra i due veicoli, possedere circuiti di alimentazione e logica ridondanti per tutti i componenti elettrici e i bulloni esplosivi.

### Configurazione interna della cabina

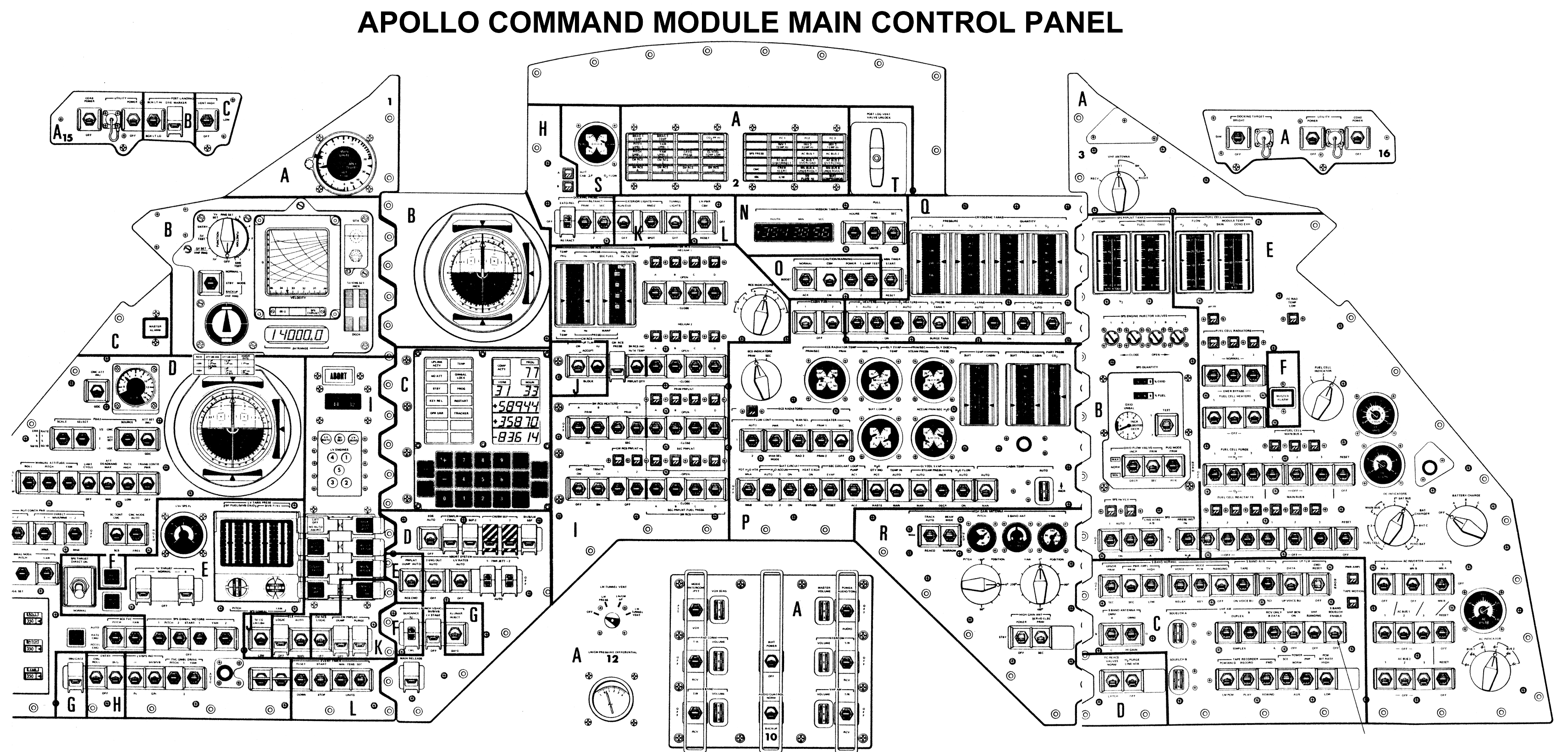
Pannello principale

Lo scompartimento pressurizzato centrale del Modulo di Comando era il suo unico spazio abitabile. Questo metteva a disposizione degli astronauti un volume totale di 5,9 m3 e ospitava i principali pannelli di controllo, i sedili per l'equipaggio, i sistemi di guida e di navigazione, gli armadietti in cui venivano stivati cibo e attrezzature, il sistema di gestione dei rifiuti e il tunnel di attracco.
A dominare la parte anteriore della cabina vi era il pannello principale, realizzato a forma di mezzaluna, che misurava circa 2,1 metri di larghezza e 0,91 metri di altezza. Era organizzato in tre sotto-pannelli, ognuno dei quali era organizzato in base ai compiti specifici di ciascun membro dell'equipaggio. Il pannello del comandante della missione (lato sinistro) includeva gli indicatori di velocità, di assetto e altitudine, i comandi di volo primari e il Flight Director Attitude Indicator principale.
Il pilota del Modulo di Comando svolgeva il compito di navigatore, quindi il suo pannello di controllo, posizionato al centro, includeva i comandi del computer di guida e di navigazione, il pannello di avvertimento e avvertenza, il timer degli eventi, i comandi per il sistema di propulsione di servizio e di controllo di assetto e quelli per la gestione del sistema di controllo ambientale.
Il pilota di Modulo Lunare aveva il compito di ingegnere di volo, quindi il suo pannello (lato destro) includeva i controlli delle celle a combustibile, i controlli elettrici, delle batterie e per la comunicazione.
A fianco del pannello principale vi erano una serie di pannelli di controllo più piccoli. Sul lato sinistro vi era il pannello contenente i disgiuntori automatici, i controlli audio, i controlli del motore principali. Sulla destra vi erano altri disgiuntori automatici e un pannello di controllo audio ridondante, insieme agli interruttori per il controllo ambientale. In totale, i pannelli del modulo di comando includevano 24 strumenti, 566 interruttori, 40 indicatori di eventi e 71 luci.
I seggiolini dell'equipaggio erano costruiti da tubi d'acciaio cavi e ricoperti da un pesante tessuto ignifugo noto come "Armalon". Le estensioni per le gambe dei due seggiolini più esterni potevano essere ripiegati in diverse posizioni, mentre quella centrale poteva essere staccata e posata sulla paratia posteriore. Un controllo della rotazione e della traslazione era installato sui braccioli del sedile di sinistra. Questo veniva utilizzato dal membro dell'equipaggio che eseguiva l'attracco e la manovra di estrazione con il LEM, solitamente il pilota del Modulo di Comando. Di fronte al seggiolino centrale e destro vi era il controllo rotazionale duplicato. I seggiolini erano supportati da otto ammortizzatori, progettati per facilitare l'impatto al momento dell'ammaraggio o, in caso di atterraggio di emergenza, l'atterraggio su terreno solido.
Lo spazio cabina contiguo veniva organizzato in sei zone destinate all'equipaggiamento:
- La parte inferiore del vano attrezzature, ospitava il computer di guida e navigazione, il sestante, il telescopio e l'unità di misurazione inerziale, strumenti medici,  l'amplificatore di potenza in banda S, ecc. C'era anche un controller di rotazione supplementare montato sulla parete, quindi il pilota/navigatore poteva ruotare il veicolo spaziale come necessario mentre stava in piedi e guardando attraverso il telescopio per trovare le stelle per effettuare misurazioni di navigazione con il sestante. Questa zona forniva una quantità significativa di spazio per gli astronauti in cui muoversi, a differenza delle condizioni anguste che esistevano nella precedente navicella Mercury e Gemini.
- Il vano di sinistra dell'attrezzatura, che conteneva quattro vani portaoggetti, lo scambiatore di calore della cabina, il connettore della tuta di pressione, il rifornimento di acqua potabile e gli oculari del telescopio G&N.
- L'alloggiamento dell'attrezzatura di destra, ospitava due contenitori per il kit di sopravvivenza, un kit di schede dati, libretti e file di dati di volo e altra documentazione di missione.

Il Modulo di Comando aveva cinque finestre. Le due laterali misuravano 330 mm quadrati ed erano poste accanto ai seggiolini sinistro e destro. Le due finestre di rendez-vous triangolari rivolte in avanti misuravano 200 per 330 millimetri e venivano utilizzate per facilitare l'avvicinamento e l'attracco con il LEM. La finestra circolare dello sportello aveva un diametro di 27 cm ed era direttamente sopra il seggiolino centrale. Ogni finestra consisteva in tre vetri spessi assemblati. I due interni, che erano fatti di alluminosilicato, costituivano parte del vano pressurizzato del modulo. Quello esterno, in silice fusa, fungeva sia da protezione per i detriti spaziali che come parte dello scudo termico. Ognuno possedeva un rivestimento antiriflesso e un rivestimento riflettente blu-rosso sulla superficie interna.

## Modulo di servizio
Il modulo di servizio era una struttura cilindrica non pressurizzata, che misurava 7,5 metri in lunghezza e 3,9 metri in diametro. Comprendeva i sistemi di propulsione, i serbatoi dei propellenti, le celle a combustibile per la produzione di energia elettrica, l'antenna per le comunicazioni con il Controllo di Missione, 4 propulsori di assetto per le manovre e serbatoi per l'acqua e l'aria. Nelle missioni Apollo 15, 16 e 17 portava anche un contenitore per strumenti scientifici. Il sistema di propulsione era usato per le manovre di immissione e di uscita dall'orbita lunare e per effettuare le correzioni di rotta durante il viaggio fra la Terra e la Luna. Il modulo di servizio rimaneva attaccato al modulo di comando per tutta la durata della missione e veniva sganciato prima del rientro nell'atmosfera terrestre.